# سروش کتیبه
سروش کتیبه یکی از کشته شدگان برون مرزی ایران بود.
سروش کتیبه (۱۳۳۷ – ۱۵ مرداد ۱۳۷۰) منشی مخصوص دکتر شاپور بختیار و از اعضای نهضت مقاومت ملی ایران بود که در تاریخ ۱۵ مرداد ۱۳۷۰ برابر ۶ اوت ۱۹۹۱، به همراه دکتر شاپور بختیار در خانه مسکونی اش در سورن در حومه پاریس توسط سه تروریست تبهکار به قتل رسید.
در تاریخ ۱۷ مرداد ۱۳۷۰ برابر با ۸ اوت ۱۹۹۱، حوالی ۱۱:۵۰ صبح، اجساد شاپور بختیار و سروش کتیبه در ویلایی واقع در شمارهٔ ۳۷ کوچهٔ کلوزره در سورن که نامبردگان در آن اقامت داشتند کشف گردید.
مرگ اشخاص مقتول که ۴۸ ساعت پیش ازکشف اجساد ایشان به وقوع پیوسته بود دراثر اختناق حاصله از گرفتگی نفس در ناحیه صورت و خفقان توأم با شکستگی حنجره و ضربات بی‌شمار کارد که خونریزیهای زیادی را سبب گشته بود صورت گرفته بود.
شاپور بختیار و سروش کتیبه در گورستان مون‌پارناس پاریس دفن شده‌اند.